# MySQL AB
MySQL AB (fondée en 1995, acquise par Sun Microsystems en 2008) est une entreprise créatrice et propriétaire de MySQL, un système de gestion de base de données relationnelle, ainsi que des produits tels que MySQL Cluster. La société a un double siège. L'un à Uppsala, en Suède et l'autre à Cupertino en Californie (aux États-Unis) avec des bureaux dans d'autres grandes villes du monde (Paris, Munich, Dublin, Milan et Tokyo
Avec près de 400 employés dans 25 pays, MySQL AB est l'une des plus grandes compagnies de l'open source dans le monde entier. Environ 70 % des employés travaillaient pour MySQL à partir de leurs domiciles.
Le 16 janvier 2008, MySQL AB a annoncé qu'elle avait accepté d'être rachetée par Sun Microsystems pour environ 1 milliard de dollars,,.  
L'acquisition est réalisée le 26 février 2008.
Ensemble avec Linux, Apache et PHP, MySQL Server constitue l'une des pierres angulaires de la technologie LAMP. La société revendique plus de 5 millions d'installations de MySQL dans le monde entier et plus de 10 millions de téléchargements de produits en 2004.

## Historique
- 1995 : Compagnie fondée par Michael Widenius, David Axmark et Allan Larsson
- 2001 : Mårten Mickos élu au CEO
- 2001 : Premier tour de financement par une société de capital-risque scandinaves
- 2003 : Deuxième tour de financement par un groupe d'investisseurs dirigé par Benchmark Capital
- 2003 : Accord de partenariat conclu avec SAP, l'acquisition de la totalité des droits commerciaux de MaxDB
- 2003 : Acquisition de Alzato, une filiale d'Ericsson
- 2005 : Lancement du service d'abonnement MySQL Network
- 2006 : Troisième tour de financement par Intel Capital, Red Hat, SAP Ventures, et d'autres
- 2008 : Annonce de l'acquisition par Sun Microsystems
- 2009 : Annonce de l'acquisition de Sun Microsystems par Oracle Corporation